# Julius Wellhausen
Julius Wellhausen, född 17 mars 1844 i Hameln, död 7 januari 1918 i Göttingen, var en tysk orientalist och bibelforskare. Han är särskilt känd för fyrkällshypotesen om Moseböckerna. 

## Biografi
Wellhausen studerade vid Göttingens universitet och blev 1872 teologie professor vid Greifswalds universitet, men på grund av de många angreppen från gammalortodoxt håll utbytte han 1882 denna plats inom teologiska fakulteten mot en extraordinarie professur i österländska språk inom filosofiska fakulteten vid universitetet i Halle. 1885 antog han kallelse till ordinarie professur i hebreiska vid Marburgs universitet och 1892 vid Göttingens. 
Genom Geschichte Israels (1878; 2:a upplaga under titeln Prolegomena zur Geschìchte Israels, 1883) blev Wellhausen i hast ryktbar. Detta arbete var väsentligen grundat på Vatkes Biblische Theologie och på Karl Heinrich Grafs banbrytande verk Die geschichtlichen Bücher des Alten Testaments (1866). Grafs idéer hade redan 1869 och 1870 blivit upptagna av holländaren Abraham Kuenen i hans framstående religionshistoriska arbete De godsdienst van Israel. 
Graf åter (liksom möjligen även Vatke) hade huvudsakligen fått sina kritiska åsikter av sin gamle lärare Eduard Reuss, som redan 1833 i föreläsningar och skrifter uttalat dem. Allmänt kända och uppmärksammade bland teologerna blev dessa kritiska idéer dock först genom Wellhausens nämnda publikation av 1878, upphovet till "wellhausenianismen". Enligt denna kritiska skola är Israel och judendomen två olika företeelser, mellan vilka den babyloniska fångenskapen utgör gränsen. 
Judendomen är den strängt hierarkisk-rituella skapelse, i vilken det gamla Israel framträder ur denna fångenskap, som på ett genomgripande sätt förändrade det gamla Israels skaplynne. Den egentlige upphovsmannen till "wellhausenianismen", veteranen på bibelkritikens område Eduard Reuss, utgav några år därefter (1881) Geschichte der heiligen Schriften med väsentligen samma uppfattning. Snart samlade sig en hel här av teologer omkring Wellhausens namn. Fyrkällshypotesen skulle dominera bibelforskningen i ett sekel. 
Wellhausens andra betydande verk är Die Komposition des Hexateuchs und der historischen Bücher des Alten testaments (1885) och Israelitische und judische Geschichte (1894). Vidare är bland hans många vetenskapliga arbeten att märka Skizzen und Vorarbeiten (6 band, 1884-99) om Arabien och Muhammed. Även nya testamentet har varit föremål för hans forskning, i det att han 1903-05 utgav fyra monografier över de fyra evangelierna.

## Arbete
Wellhausen arbete bygger på ett flertal antaganden och gav ateismen samt skepticismen en anledning att bortförklara det gudomliga och framhålla Bibeln som ett verk av enbart människor. De antaganden som gjordes är följande.
- A. Antagandet att de fem moseböckerna och Josua skrevs ner cirka 1 000 år efter att de händelser de beskriver hade inträffat, någon gång efter fångenskapen i Babylon. Det bortförklarar alla profetior som historia skriven i efterhand.

- B. Man antog flera av berättelserna var osanna, i bästa fall myter eller återspeglingar av senare händelser. Bland annat de tio budorden, tabernaklet i vildmarken, Moses själva person. Prästadömet med Aron som dess första innehavare osv.

- C. Att ett flertal okända skribenter varit involverade. Man skiljer på dem bland annat genom att anta att en skribent använde sig av särskilda uttryck som Elohim för att benämna Gud. Medan en annan skribent använde sig av namnet Jehova. Man förutsatte att samma skribent omöjligen inte kunde använda sig av båda uttrycken. Repetitioner antogs också vara en ny skribents verk trots att forntida semitisk litteratur ofta innehåller upprepningar. Ändrad stil ansågs också vara ett bevis på en ny skribent. Men även nutida skribenter/författare kan skriva i olika stilar under olika perioder av sitt liv eller beroende på vilket ämne de avhandlar.

- D. Att de fem moseböckerna och Josua innehåller folklig historia och legender och skall inte betraktas som historia utan snarare som sagor. Med detta som utgångspunkt bygger man upp tankekonstruktioner som är spekulativa och trevande. En intellektuell övning som bygger på gissningar och därför är föremål för ständiga revideringar, i synnerhet när arkeologin hinner ifatt och bevisar Bibelns historia